# Dariusz Popławski
Dariusz Popławski (ur. 3 stycznia 1954) – polski politolog i dyplomata, profesor Uniwersytetu Warszawskiego, wykładowca na Wydziale Nauk Politycznych i Studiów Międzynarodowych Uniwersytetu Warszawskiego.

## Życiorys
W 1977 ukończył studia na Wydziale Dziennikarstwa i Nauk Politycznych Uniwersytetu Warszawskiego. W 1981 uzyskał stopień naukowy doktora nauk humanistycznych w zakresie nauki o polityce. W 1996 uzyskał stopień doktora habilitowanego.
Od 1977 jest pracownikiem naukowym Instytutu Stosunków Międzynarodowych Uniwersytetu Warszawskiego. W latach 1993–1997 pełnił funkcję wicedyrektora ISM, a od 2003 kierownika Studium Bezpieczeństwa Narodowego. W 2005 objął funkcję prodziekana Wydziału Dziennikarstwa i Nauk Politycznych. Od 2007 jest również pracownikiem Katedry Europeistyki WDiNP UW.
Od 2006 profesor nadzwyczajny w Szkole Wyższej Psychologii Społecznej, a od kwietnia 2007 profesor Uniwersytetu Warszawskiego. W 2015 został profesorem nauk społecznych.
W latach 1997–2002 pracował jako radca Ambasady RP w Kolonii.
Wypromował troje doktorów, m.in. Karinę Marczuk.

## Wybrane publikacje
- Leksykon Pokoju. Warszawa: Krajowa Agencja Wydawnicza, 1987. Brak numerów stron w książce (praca zbiorowa)
- Szwajcarska polityka bezpieczeństwa, Warszawa 2007